# Phyxelida pingoana
Phyxelida pingoana är en spindelart som beskrevs av Griswold 1990. Phyxelida pingoana ingår i släktet Phyxelida och familjen Phyxelididae.
Artens utbredningsområde är Kenya. Inga underarter finns listade i Catalogue of Life.